# Romanian Open 2008
Il Romanian Open 2008, conosciuto anche con il nome di BCR Open Romania 2008 per ragioni di sponsorizzazione, è stato un torneo di tennis giocato sulla terra rossa. È stata la 16ª edizione del torneo, facente parte della categoria International Series nell'ambito dell'ATP Tour 2008. Si è giocato all'Arenele BNR di Bucarest in Romania, dall'8 settembre al 14 settembre 2008.

## Campioni

### Singolare
Gilles Simon ha battuto in finale  Carlos Moyá con il punteggio di 6–3, 6–4

### Doppio
Nicolas Devilder /  Paul-Henri Mathieu hanno battuto in finale  Mariusz Fyrstenberg /  Marcin Matkowski,   7–6(4), 6(9)–7, 22–20